# Estação Ferroviária de Darque

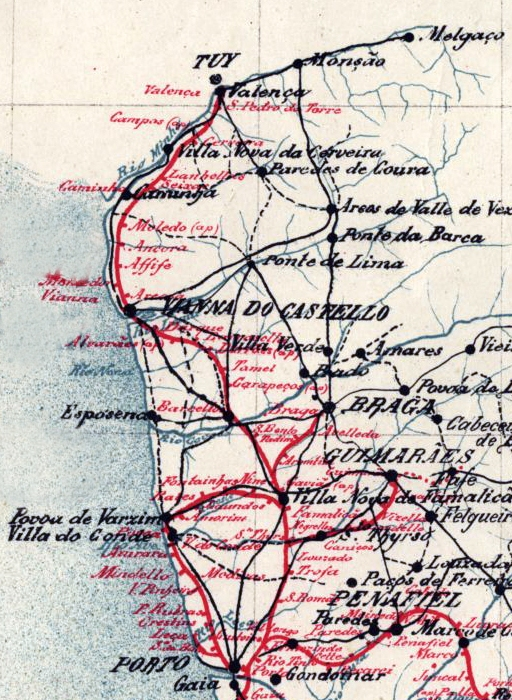
Mapa de 1895, onde aparece a estação de Darque.

A Estação Ferroviária de Darque é uma interface da Linha do Minho, que serve a freguesia de Darque, em Portugal.

## Descrição

### Infraestrutura
Em 2010, apresentava três vias de circulação, com 310, 270 e 523 m de comprimento; as duas plataformas tinham 40 cm de altura, e 157 e 153 m de extensão. O edifício de passageiros situa-se do lado nordeste da via (lado direito do sentido ascendente, a Monção). Nesta estação insere-se na rede ferroviária o ramal particular Darque-Portucel.

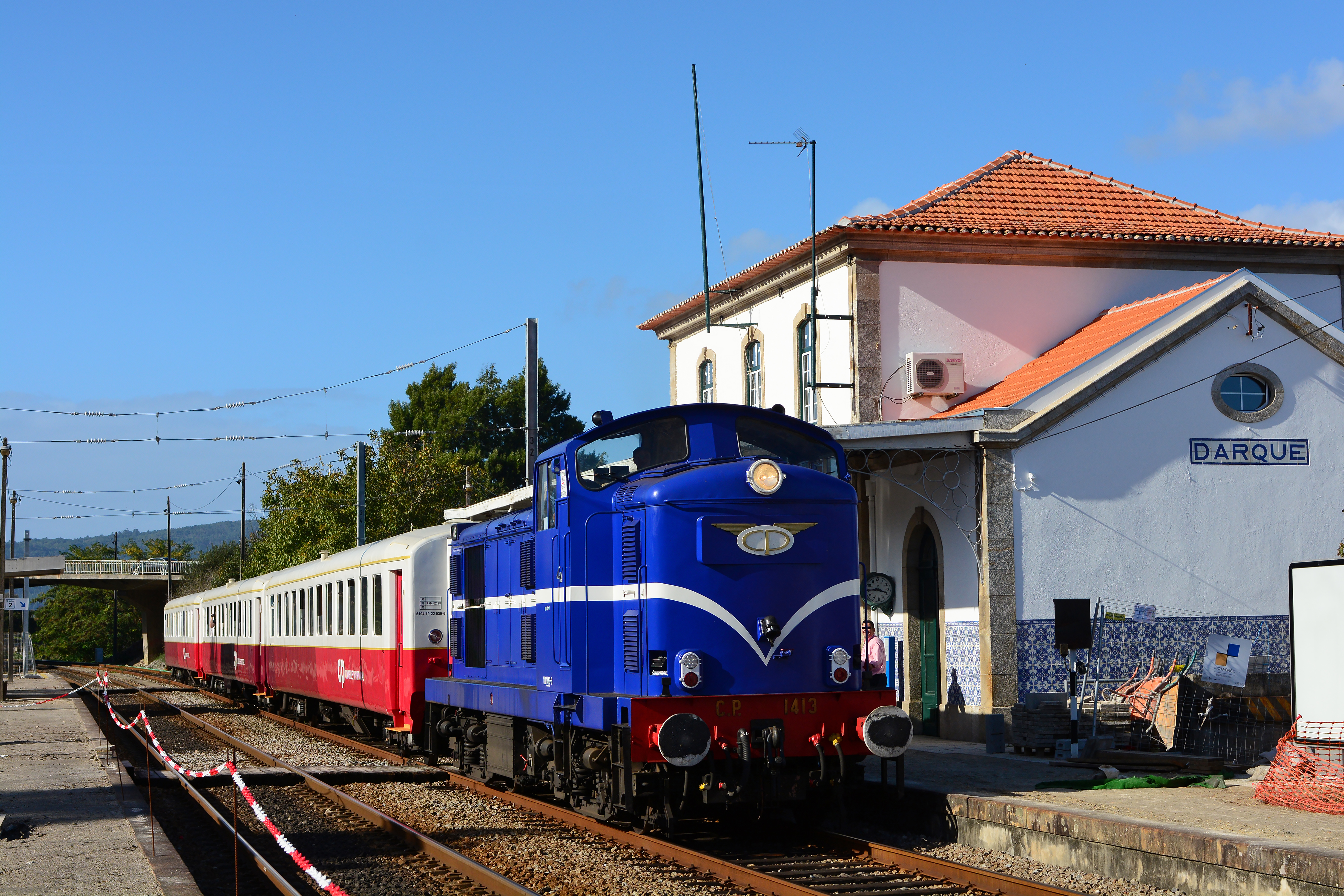
Comboio “histórico” na Estação de Darque, em 2017

### Serviços
Em dados de 2022, esta interface é servida por comboios de passageiros da C.P. de tipo regional ligando com oito circulações diárias em cada sentido ligando Porto-Campanhã e Nine a Valença e Viana do Castelo.

## História
O lanço da Linha do Minho entre Barcelos e Darque entrou ao serviço em 24 de Fevereiro de 1878. Foi a estação terminal da linha até à abertura do tramo seguinte, até Caminha, no dia 1 de Julho do mesmo ano. A Linha do Minho foi construída pelo governo, sendo parte da divisão estatal do Minho e Douro.
Em 1927, os Caminhos de Ferro do Estado foram integrados na Companhia dos Caminhos de Ferro Portugueses, que começou a gerir as antigas linhas do governo, incluindo a do Minho, em 11 de Maio daquele ano. Em 1936, esta interface foi alvo de grandes obras de reparação, realizadas pela Companhia dos Caminhos de Ferro Portugueses.

No XI Concurso das Estações Floridas, organizado em 1952 pela Companhia dos Caminhos de Ferro Portugueses e pelo Secretariado Nacional de Informação, o chefe da estação de Darque, António Ribeiro, foi premiado com uma menção honrosa simples. No concurso de 1954, recebeu uma menção honrosa especial.